# HD 130322
HD 130322 ist ein 103 Lichtjahre von der Erde entfernter später Hauptreihenstern mit einer Rektaszension von 14h 47m 32s und einer Deklination von −00° 16' 53". Er besitzt eine scheinbare Helligkeit von 8,05 mag. Im Jahre 1999 entdeckte Michel Mayor einen extrasolaren Planeten, der diesen Stern umkreist.
Dieser trägt den Namen HD 130322 b.